# 39 Leonis
39 Leonis (39 Leo / HD 89125 / HR 4039) es una estrella binaria en la constelación de Leo, visualmente situada a 20 minutos de arco de la brillante Aldhafera (ζ Leonis). Se encuentra a 74 años luz de distancia del sistema solar.
39 Leonis A (GJ 387 A), la estrella principal, es una estrella blanco-amarilla de tipo espectral F8Vbw y magnitud aparente +5,80. Sus parámetros de masa y tamaño son prácticamente iguales a los del Sol, aunque su temperatura, 6085 K, es significativamente más elevada. Brilla con una luminosidad 2,16 veces mayor que la luminosidad solar.
Gira sobre sí misma con una velocidad de rotación de 5,8 km/s. No existe consenso en cuanto su edad; diversos autores sitúan esta cifra entre 5500 y 7970 millones de años.
Presenta una baja metalicidad, siendo su abundancia relativa de hierro un 36% de la existente en el Sol.
Otros elementos como magnesio, silicio y azufre muestran la misma tendencia.
La estrella acompañante, 39 Leonis B (GJ 387 B), es una enana roja de tipo M1V y magnitud +11,4. Su temperatura superficial es de 3740 K y su diámetro es aproximadamente la mitad del diámetro solar.
Ambas estrellas están visualmente separadas 7,2 segundos de arco, lo que corresponde a una separación real superior a 163 UA.